# 23e sessie van de Commissie voor het Werelderfgoed

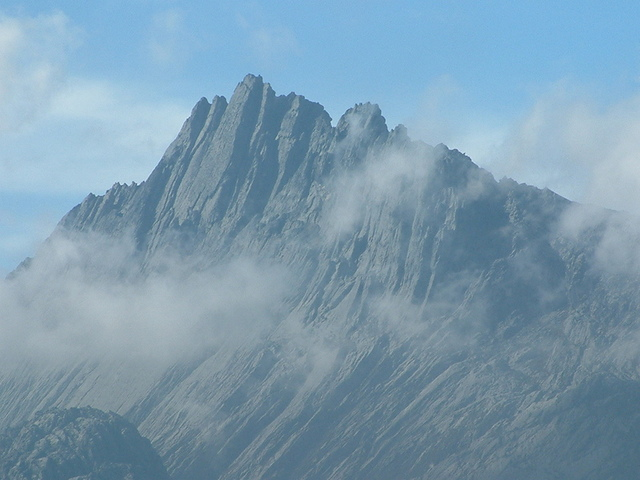
Nationaal Park Lorentz in Indonesië

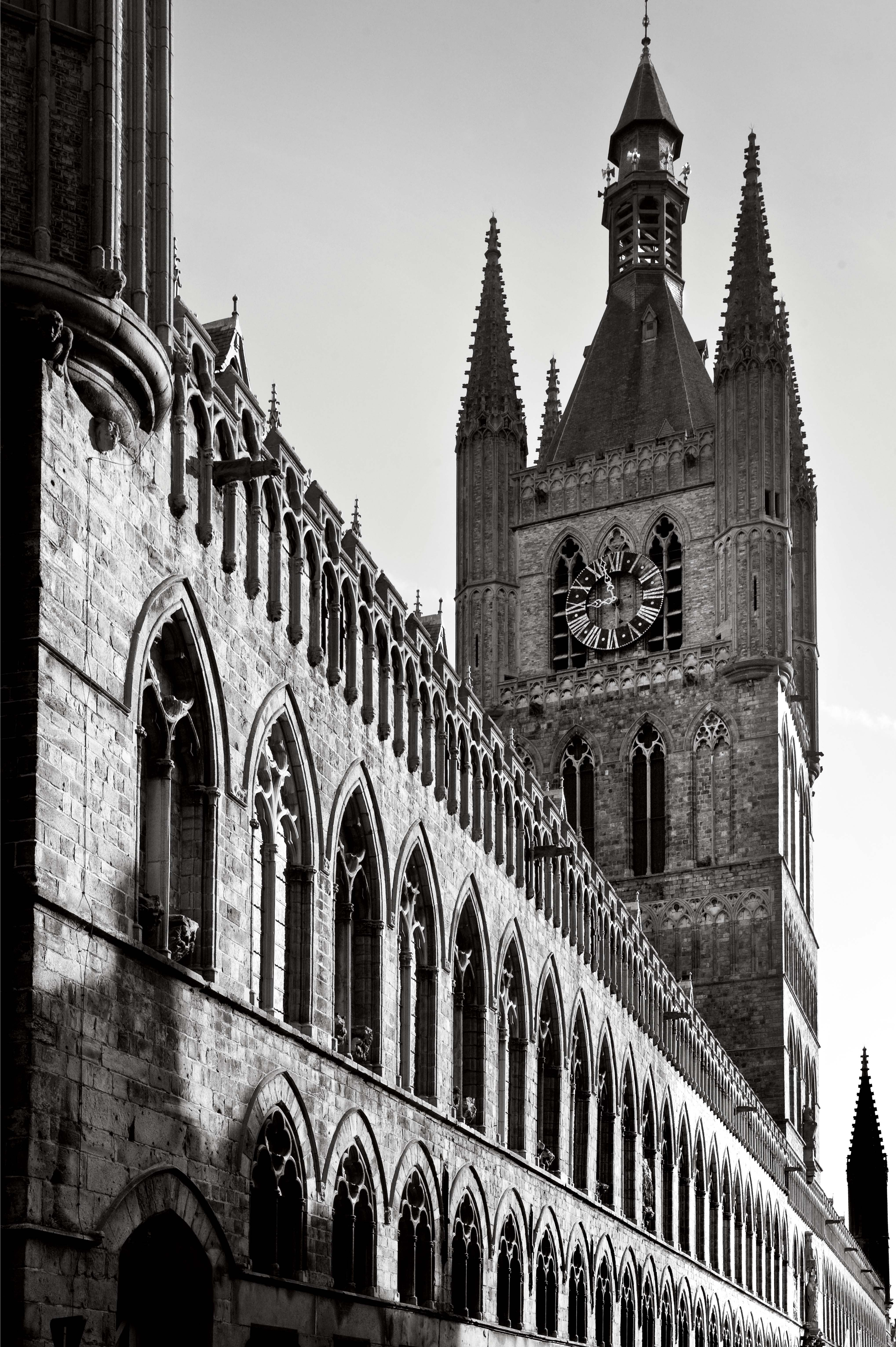
Belforten in België en Frankrijk

De 23e sessie van de Commissie voor het Werelderfgoed van UNESCO vond van 29 november tot 4 december 1999 plaats in Marrakesh in Marokko. Er werden 48 nieuwe omschrijvingen aan de werelderfgoedlijst toegevoegd. Hiervan waren 35 dossiers met betrekking tot cultureel erfgoed, 2 met betrekking tot gemengd erfgoed en 11 met betrekking tot natuursites. Het totale aantal inschrijvingen komt hiermee op 630 (479 cultureel erfgoed, 22 gemengde omschrijvingen en 129 natuurlijk erfgoed). Op de lijst van bedreigd werelderfgoed of rode lijst werden vier locaties toegevoegd.

## Wijzigingen in 1999
In 1999 zijn de volgende locaties toegevoegd:

### Cultureel erfgoed
- Argentinië: Cueva de las Manos, Río Pinturas
- België: Belforten in België en Frankrijk (uitgebreid in 2005 met belforten in Frankrijk)
- Brazilië: Historisch centrum van Diamantina
- China: Rotsgraveringen van Dazu
- Cuba: Viñales-vallei
- Duitsland: Museumsinsel in Berlijn
- Duitsland: Kasteel Wartburg
- Ecuador: Historisch centrum van Santa Ana de los Ríos de Cuenca
- Filipijnen: Historische stad Vigan
- Finland: Grafveld van Sammallahdenmäki uit de bronstijd
- Frankrijk: Rechtsgebied van Saint-Émilion
- Griekenland: Archeologisch Mycene en Tiryns
- Griekenland: Historisch centrum (Chorá) met klooster van de Heilige Johannes "de Theoloog" en grot van de Apocalyps op het eiland Pátmos
- Hongarije: Nationaal Park Hortobágy - Puszta
- India: Bergspoorwegen van India (uitgebreid in 2005 en 2008)
- Italië: Villa Adriana, Tivoli
- Japan: Schrijnen en tempels van Nikko
- Mexico: Historische versterkte stad Campeche
- Mexico: Archeologische monumentenzone van Xochicalco
- Nederland: Droogmakerij de Beemster
- Nigeria: Cultuurlandschap Sukur
- Oostenrijk: Stad Graz - historisch centrum (uitgebreid in 2010 met het slot Eggenberg)
- Polen: Kalwaria Zebrzydowska: maniëristisch architectuur- en parklandschapscomplex en bedevaartspark
- Roemenië: Historisch centrum van Sighişoara
- Roemenië: Dacische vestingwerken in het Orastiegebergte
- Roemenië: Houten kerken in Maramureş
- Saint Kitts en Nevis: Nationaal park Brimstone Hill Fortress
- Spanje: San Cristóbal de La Laguna
- Tsjechië: Kasteel van Litomyšl
- Turkmenistan: Historisch en cultureel nationaal park " Oud Merv "
- Verenigd Koninkrijk: Hart van neolithisch Orkney
- Vietnam: Oude stad Hoi An
- Vietnam: Heiligdom My Son
- Zuid-Afrika: Robbeneiland
- Zuid-Afrika: Gebieden met hominide-fossielen in Sterkfontein, Swartkrans, Kromdraai en omgeving (uitgebreid in 2005)

### Gemengd erfgoed
- China: Wuyigebergte
- Spanje: Ibiza, biodiversiteit en cultuur

### Natuurerfgoed
- Argentinië: schiereiland Valdés
- Brazilië: Atlantische woudreservaten aan de Discovery Coast
- Brazilië: Zuidoostelijke Atlantische woudreservaten
- Canada: Nationaal park Miguasha
- Costa Rica: Beschermd gebied van Guanacaste (uitgebreid in 2004)
- Cuba: Nationaal park Desembarco del Granma
- Filipijnen: Nationaal park St Paul's Subterranean River
- Indonesië: Nationaal park Lorentz
- Portugal: Laurisilva van Madeira
- Rusland: Westelijke Kaukasus
- Zuid-Afrika: iSimangoliso / Greater St. Lucia moeraslandpark

### Uitbreidingen
In 1999 zijn de volgende locaties uitgebreid:
- Albanië: Butrint (initieel erkend in 1992 als cultureel erfgoed)
- Duitsland: Paleizen en parken van Potsdam en Berlijn (initieel erkend in 1990 als cultureel erfgoed, eerste uitbreiding in 1992)
- Frankrijk / Spanje: Pyrénées-Mont Perdu (initieel erkend als gemengd erfgoed in 1997)
- Italië: Ferrara, stad van de Renaissance in de Podelta (initieel erkend in 1995 als cultureel erfgoed)
- Roemenië: Dorpen met weerkerken in Transsylvanië (initieel erkend in 1993 als cultureel erfgoed)

### Verwijderd van de rode lijst
In 1999 zijn geen locaties verwijderd van de rode lijst.

### Toegevoegd aan de rode lijst
In 1999 zijn vier locaties toegevoegd aan de lijst van bedreigd werelderfgoed of rode lijst.
- Nationaal park Iguaçu in Brazilië (tot 2001 op rode lijst)
- Nationaal park Salonga in de Democratische Republiek Congo (tot 2021 op rode lijst)
- Nationaal park Rwenzori Mountains in Oeganda (tot 2004 op rode lijst)
- Hampi, India (tot 2006 op rode lijst)

1977 · 
1978 · 
1979 · 
1980 · 
1981 · 
1982 · 
1983 · 
1984 · 
1985 · 
1986 · 
1987 · 
1988 · 
1989 · 
1990 · 
1991 · 
1992 · 
1993 · 
1994 · 
1995 · 
1996 · 
1997 · 
1998 · 
1999 · 
2000 · 
2001 · 
2002 · 
2003 · 
2004 · 
2005 · 
2006 · 
2007 · 
2008 · 
2009 · 
2010 · 
2011 · 
2012 · 
2013 · 
2014 · 
2015 · 
2016 · 
2017 · 
2018 · 
2019 · 
2020-2021 ·
2022-2023 ·
2024 ·
2025